# Slaget vid Stiklestad

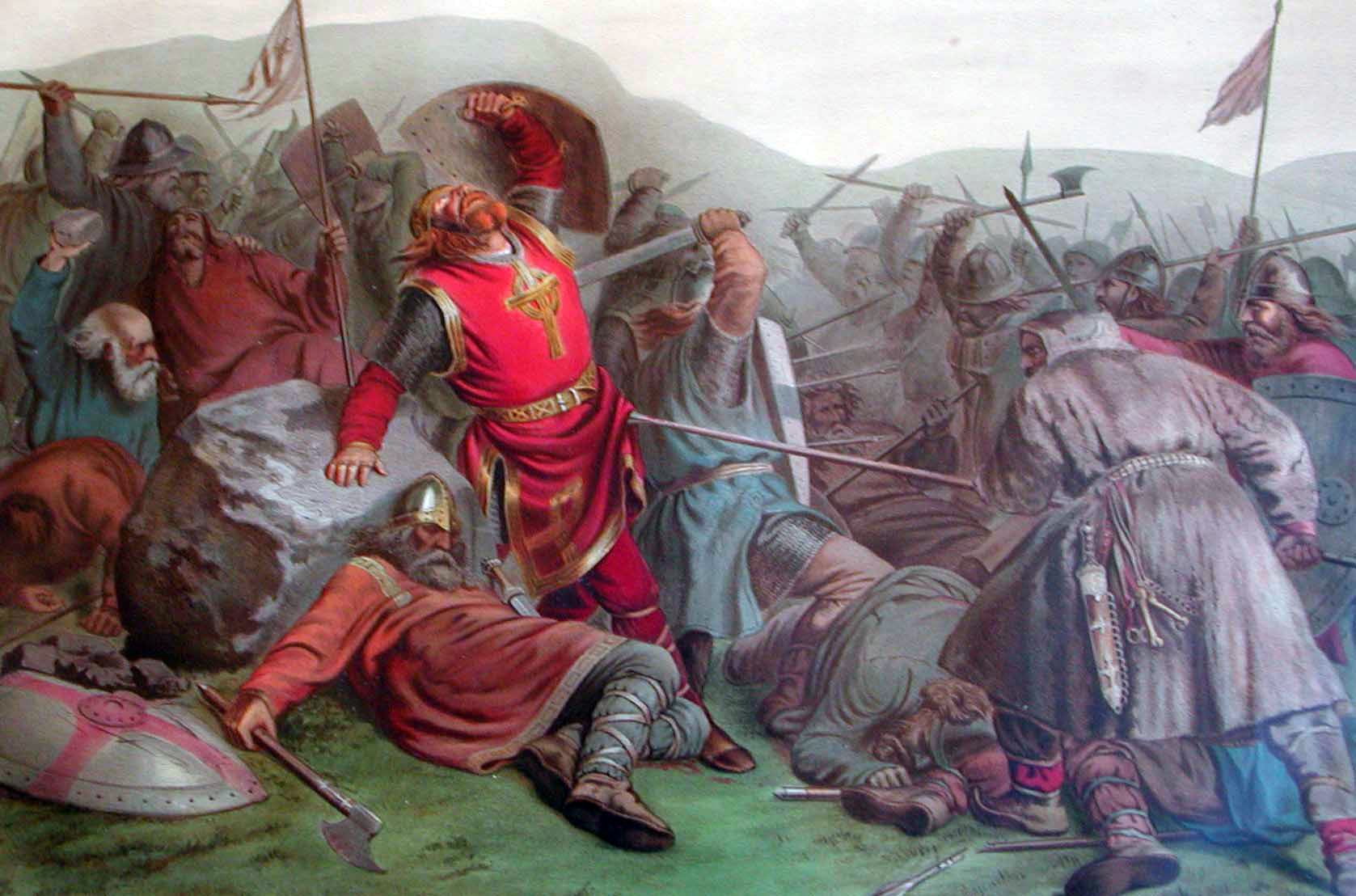
Olof Haraldssons död vid Stiklestad.

Slaget vid Stiklestad den 29 juli 1030 är ett av de mest berömda slagen i Norges historia. I detta slag, vid Stiklestad i Verdals kommun, miste kung Olof Haraldsson livet. Han blev två år senare helgonförklarad, och slaget representerar idag införandet av kristendomen i Norge och att rikskungadömet slog igenom i landet, på bekostnad av lokala hövdingadömen. Slaget stod mellan kung Olofs styrkor och storbönder från Tröndelagen. Kungens här bestod för övrigt till en del av svenskar. På kungens sida fanns också hans unge halvbror Harald Hårdråde. Slagets historicitet är ifrågasatt då det inte nämns av samtida källor eller tidiga historieskrivningar från tiden innan Alexander III officiellt helgonförklarat Olof 1164. Istället talar man om att Olof dödats i ett bakhåll. En uppfattning är att bakhållet i efterhand återberättats som ett slag mot övermäktiga fiender, då ett nesligt slut som ett bakhåll inte passat ett helgon. 

## Bakgrund
År 1028 tvingades Olof Haraldsson, tretton år efter att han krönts, gå i exil av Knut den store och Håkon Eriksson Ladejarl som hade ingått en allians. Han flydde till Novgorod i Gårdarike (Ryssland) och vistades där i ett års tid.
Då Håkon Eriksson drunknade 1029 såg Olof återigen möjligheten att komma till makten i Norge. Han återvände genom Sverige med en här och kom fram till Verdal, norr om Nidaros (Trondheim). Den 29 juli 1030 mötte han där, vid gården Sul, en här ledd av Hårek från Tjøtta, Tore Hund och Kalv Arnesson. Snorre Sturlasson skrev, 200 år senare, att denna här bestod av mer än 14 000 man, omkring dubbelt så många som Olof hade. Siffran är osäker, både uppgiften om hans egen här och motståndarens. Det verkar dock troligt att Olof hade färre soldater med sig än motståndaren. Olof hade vid denna tidpunkt inget väsentligt stöd i Norge. Han hade gjort sig impopulär hos stormännen genom sitt tyranniska lynne, hos bönderna genom tvångskristnandet och hos sin egen familj genom att krossa konkurrenter om tronen. Kungahären bestod huvudsakligen av icke-norska krigare och tillfälliga äventyrare han hade rekryterat på vägen genom Sverige. Den så kallade bondehären var en bred sammanslutning, där de flesta norska hövdingar ingick, tillsammans med fria bönder, både kristna och hedningar.

## Slaget

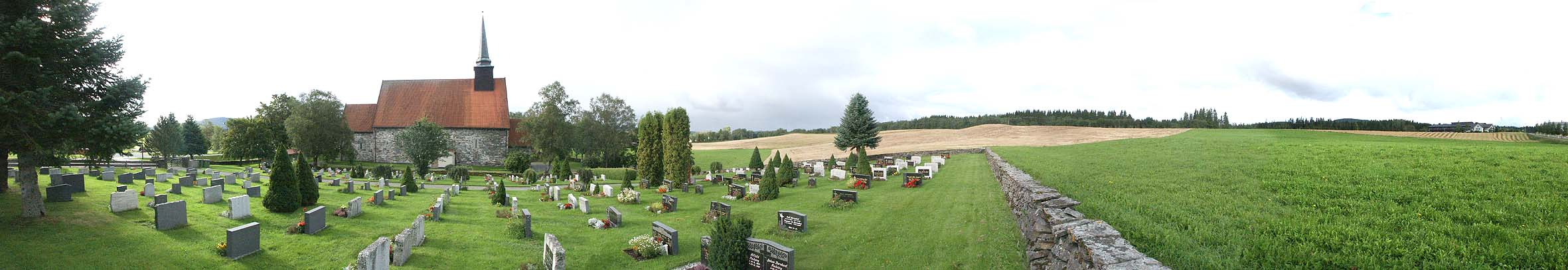
Platsen för slaget vid Stiklestad.

På morgonen innan slaget började sov Olof en stund. Han skall efteråt ha sagt att han hade drömt att han klättrade uppför en stege till himlen. Detta blev en viktig del av Olofslegenden, då detta sågs som ett tecken på att Olof hade fått veta att han skulle lida martyrdöden.
Bondehären visade sig vara den starkaste, och Olof omringades av sina fiender. Snorre säger att han dräptes av tre sår: Torstein Knarresmed högg honom i låret med en yxa, Tore Hund stack ett spjut i magen på honom och Kalv Arnesson högg honom i halsen med sitt svärd. Legenden säger att han fick hugget i låret först, och då skall ha kastat ifrån sig sitt svärd. Banesåret höggs antagligen i halsen, och han dog kort därefter.
Det finns även en legend som säger att Olof gick ensam fram mot fienden och sade att deras strid var mot honom och inte mot hans män men att fienden utnyttjade detta med ett flankanfall mot hans stridslinje.
Vid slaget stupade även den nyss kristnade Arnljot Gelline från Jämtland, huvudpersonen i Wilhelm Peterson-Bergers opera Arnljot.

## Efterspel
Efter hans fall förbyttes stämningen i bondehären, först bland hövdingarna och sedan bland bönderna. Olof begravdes nära slagfältet, och rykten började cirkulera om att han var ett helgon. Efter ett år grävde man upp hans lik och fann att det var lika friskt som när han dog. Detta sågs som ett säkert tecken på hans helighet, och kvarlevorna, som från och med nu sågs som viktiga reliker, flyttades till Nidaros.

## Stiklestad idag

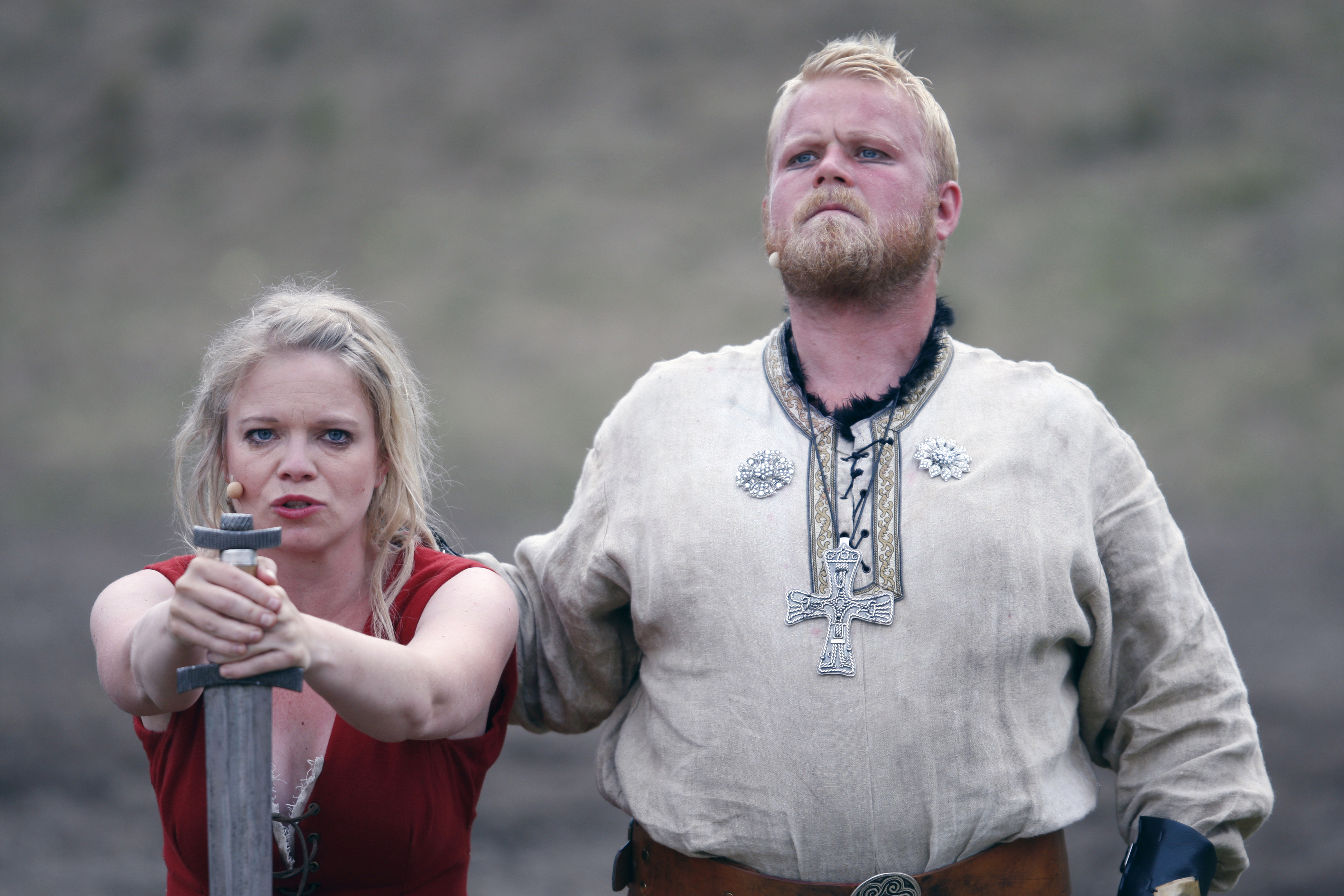
Anders Baasmo Christiansen som kung Olof den helige och Eir Inderhaug som Gudrun i Spelet om Heilag Olav på Stiklestad 2007.

29 juli 1954 gav ägaren till gården Sul tillåtelse att uppföra ett teaterstycke baserat på slaget på sin egendom. Spelet om Helige Olav blev ett årligen återkommande fenomen och är det största utomhusskådespelet i Skandinavien sett av mer än 600 000 besökare.
Den katolska kyrkan köpte 1875 en tomt vid platsen för slaget. Detta för att där kunna bygga ett kapell som blev färdigbyggt lagom till firandet av 900-årsdagen av slaget, 29 juli 1930. Kapellet, som naturligtvis heter S:t Olavs kapell, är fortfarande i bruk, och under jubelåret 2000 gav påven Johannes Paulus II dem som deltog i gudstjänster där i samband med olsokfirandet avlat.